# 시험관내수정

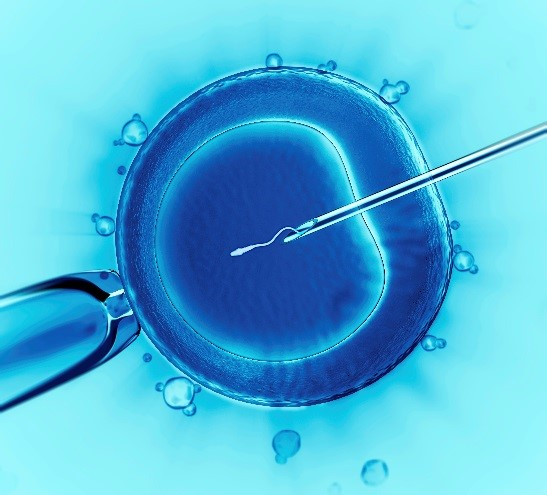
이 이미지는 가장 일반적으로 사용되는 체외수정 기술인 세포질 내 정자 주입을 보여준다.

시험관내수정(in vitro fertilisation, IVF, 체외수정) 또는 시험관 아기는 불임의 치료 방법 중 하나로 난자와 정자를 체외에서 수정시켜 자궁에 착상시켜 임신에 이르게 하는 시술 방법이다.
1978년 7월 25일 세계 최초의 시험관 아기인 루이스 브라운이 영국에서 태어났고, 1985년 10월 12일 서울대학교 의과대학 연구팀(장윤석 교수팀)이 한국 최초로 시험관 아기 출산에 성공하였다.

## 정의
최초에는 자연 주기로 1개의 난자만을 채취하여 수정시켰으나 근래에는 임신 성공률을 높이기 위하여 배란 유도제를 사용한다. 과배란 유도를 시행하여 여러 개의 난자를 채취한다. 이로 인하여 쌍둥이 임신율이 높아지는 등의 부작용이 발생할 수 있다. 이에 대한 예방책으로 일부 국가에서는 배아를 자궁 내로 이식할 때 이식하는 배아의 개수를 제한하고 있다. 시험관 아기의 임신 성공률은 병원마다 약간의 차이는 있으나 평균적으로 30% 전후로 보고되고 있다.

## 시술방법
먼저 정상 배란이 가능한 여자의 난소에 배란 유도제를 투입하여서 과배란을 유도한 뒤 계속 관찰을 한 후 적당한 시기에 난포를 터뜨리는 주사를 한 후 이틀후 난자를 채취한다. 성숙란의 채취는 초음파 진단 장치나 혈액 중 황체 호르몬의 양 등으로 난소의 상태를 예측하여 적절한 시기를 판단하지만 그리 용이하지는 않다. 채취된 난자는 시험관의 배양액 속에서 수정이 가능해질 때까지 성숙시킨다. 이 배양액은 난자를 모체에 되돌려 보내기 전에는 모체 역할을 하기 때문에 염분, 산소, 이산화탄소의 농도, 온도 등을 모체와 똑같게 조절해야 한다. 난자가 성숙하면 정자를 채취하여 체외 수정을 시킨 후 수정란이 2~4세포기가 되었을 때 모체의 자궁에 착상시킨다. 착상 과정이 가장 어려운데, 착상이 되면 수정일로부터 약 270일이 지나서 출산하게 된다.

## 부작용
배란 유도제에 대한 사람마다의 받아들이는 정도가 다르게 나타난다. 젊은 사람이나 다낭성 난소 환자에게 과배란 유도를 하면 난소가 매우 커지면서 배에 물이 찰 수도 있는데 이는 과자극 난소 증후군이다. 또한, 자궁외 임신이 발생할 수도 있다.

## 국가별 성공률
- 이스라엘은 2018년에 인구 천만 명당 5,711회의 IVF 시술을 실시하여 세계에서 가장 많은 IVF 시술을 실시한 국가이다.
- 일본은 인구 천만 명당 3,603회의 IVF 시술을 실시하였다.
- 덴마크는 인구 천만 명당 3,575회의 IVF 시술을 실시하였다.
- 체코공화국은 인구 천만 명당 3,341회의 IVF 시술을 실시하였다.
- 호주는 인구 천만 명당 3,056회의 IVF 시술을 실시하였다.
- 스페인은 인구 천만 명당 3,003회의 IVF 시술을 실시하였다.
- 미국은 인구 천만 명당 922회의 IVF 시술을 실시하였다.
- 중국은 총 1,075,788회의 IVF 시술을 실시하였다.

스페인, 체코 공화국, 그리스, 북키프로스, 포르투갈, 라트비아, 덴마크, 폴란드, 멕시코, 바베이도스는 IVF 치료에 가장 좋은 국가로 알려져 있다.

## 같이 보기
- 세포질내 정자 직접 주입술
- 성별 선택
- 보조 생식 기술(assisted reproductive technology, ART)